# Pterygostegia anops
Pterygostegia anops är en mångfotingart som beskrevs av Murakami och Kawasawa 1976. Pterygostegia anops ingår i släktet Pterygostegia och familjen Diplomaragnidae. Inga underarter finns listade i Catalogue of Life.